# スルタン・アブドゥル・アジズ・シャー空港
スルタン・アブドゥル・アジズ・シャー空港（スルタン・アブドゥル・アジズ・シャーくうこう、マレー語: Lapangan Terbang Sultan Abdul Aziz Shah, 英語: Sultan Abdul Aziz Shah Airport）は、マレーシアのセランゴール州スバンにある空港である。通称、スバン空港（マレー語: Lapangan Terbang Subang, 英語: Subang Airport）、スバン・スカイパーク（Subang SkyPark）とも言われる。

## 概要
クアラルンプール中心部から西南西へ約15kmに位置する。
- 航空管制 : マレーシア民間航空局
- 運用時間 : 24時間
- ILS : 15サイド - カテゴリー I、33サイド - カテゴリー II

## 沿革
1965年8月30日、それまでのクアラルンプール国際空港（現在のスンガイ・ベシ空港）に代わる空港として開港し、その名を継いだ。当時としては東南アジアで最長の滑走路を持っていた。
1990年代までに3つのターミナルを持つまでになり、ターミナル 1 は国際線、ターミナル 2 はシンガポールとのシャトル便、ターミナル 3は国内線と、それぞれ供用されていた。
1998年6月30日に新たなクアラルンプール国際空港（略称：KLIA）がセパンに開港し、クアラルンプール国際空港の名を譲ってスルタン・アブドゥル・アジズ・シャー空港に変更された。
現在では、プロペラ機による旅客便にのみ使用される。このほか、政府専用機、マレーシア空軍、チャーター機、一部の貨物便が同空港を使用している。
ターミナル 1 は取り壊され、ターミナル 2 は、マレーシア空港会社の本社が入居している。ターミナル 3 は、SkyPark Terminal として旅客便の運航に供している。

## 就航航空会社と就航地
| 航空会社                     | 就航地                                                                 | 備考 |
| ---------------------------- | ---------------------------------------------------------------------- | ---- |
| ファイアフライ               | アロースター、ランカウイ シンガポール/セレター                         |      |
| バティック・エア・マレーシア | コタバル、ランカウイ、ペナン バタム島                                  | 国内 |
| バティック・エア・マレーシア | 昆明(2025年9月2日より運航開始予定)                                     | 国際 |
| SKS航空                      | レダン島、ティオマン島                                                 |      |
| ベルジャヤ航空               | （チャーター便）                                                       |      |
| ラヤ航空                     | コタキナバル、クチン、シンガポール、ジャカルタ、ホーチミン、香港、南寧 | 貨物 |
| 香港エクスプレス             | 香港(2025年8月1日より運航開始予定)                                     |      |

2023年8月現在

## 交通アクセス
- 鉄道 KTMコミューター KLセントラル駅まで30分[7]

- 空港バス[8]
  - JETBUS[9] - TBS バスターミナル（バンダル・タシッ・スラタン駅）
  - AEROBUS[10] - クアラルンプール国際空港
- 路線バス
  - Rapid KL 772[11] - アジア・ジャヤ駅、KLセントラル駅、パサール・スニ駅
  - Rapid KL T773[12] - アラ・ダマンサラ駅
  - Rapid KL T804[13] - クワサ・セントラル駅
- タクシー

## 事故
- 日本航空クアラルンプール墜落事故
- マレーシア航空684便着陸失敗事故 - 1983年、スバン空港の手前2kmでマレーシア航空のA300が着陸に失敗した事故。
- 1991年3月26日、シンガポール航空117便がハイジャックされた。